# Ockrabrunt backfly
Ockrabrunt backfly, Agrochola laevis, är en fjärilsart som beskrevs av Jacob Hübner 1825. Ockrabrunt backfly ingår i släktet Agrochola och familjen nattflyn, Noctuidae. Arten är ännu inte funnen i Sverige. Inga underarter finns listade i Catalogue of Life.